# Phyllocnistis helicodes
Phyllocnistis helicodes là một loài bướm đêm thuộc họ Gracillariidae, known from Bihar, Ấn Độ. Ấu trùng ăn Polyalthia longifolia.